# Ploemeur
Ploemeur (in bretone Plañvour, noto anche con la grafia Plœmeur) è un comune francese di 18 779 abitanti situato nel dipartimento del Morbihan nella regione della Bretagna.

## Società

### Evoluzione demografica
Abitanti censiti

## Amministrazione

### Gemellaggi
- Fermoy, Irlanda
- Dixmude, Belgio
- Nowa Dęba, Polonia